# Impronta (arte)

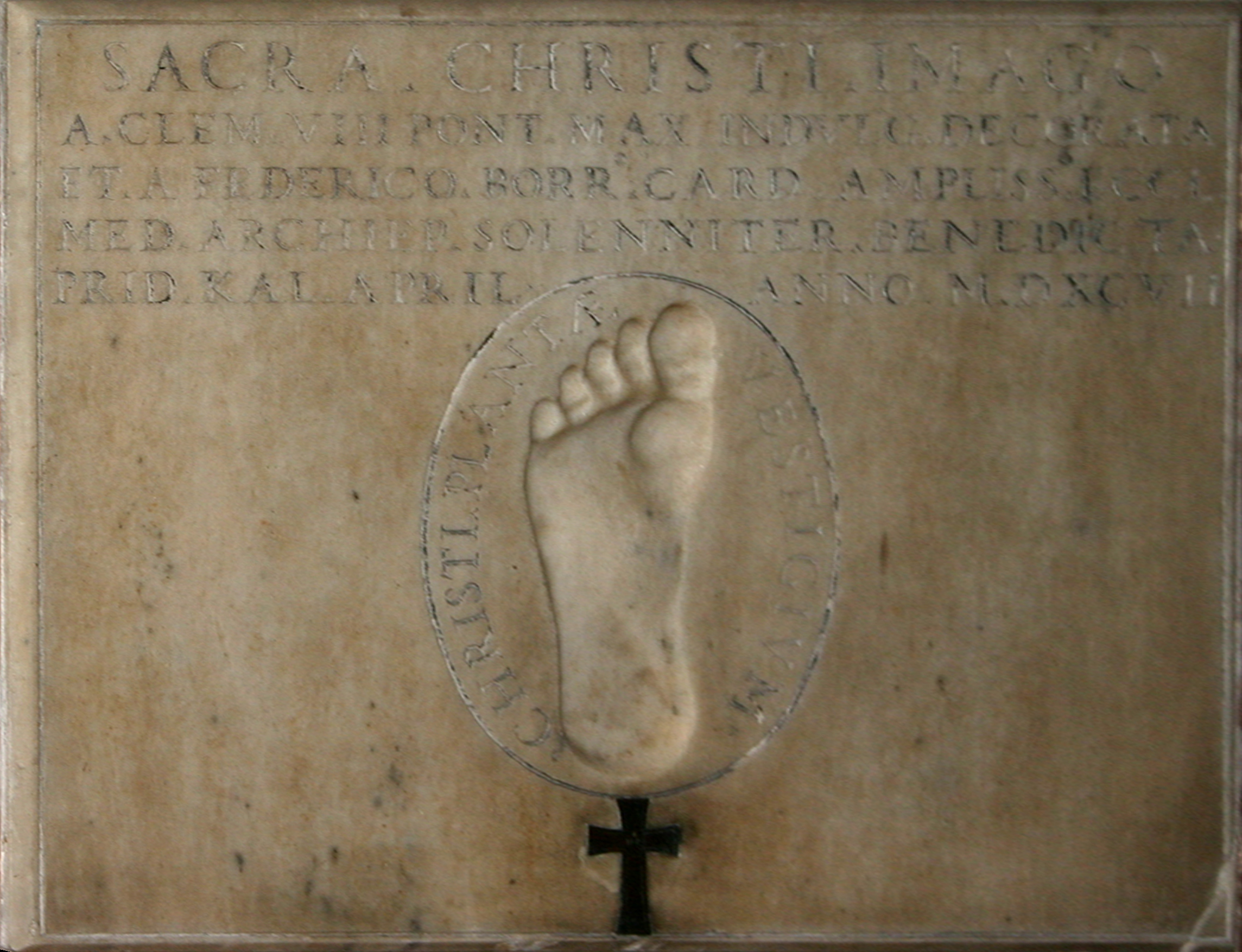
Impronta de la huella de Jesucristo en San Tomaso de Milán

La impronta, palabra proveniente del italiano impronta, es una técnica de reproducción de imágenes:
- Mediante huellas dejadas por un modelo.[1]
- Representación de imágenes mediante copia, en relieve o hueco, sobre un elemento blando y maleable.[1]